# 서울대학교치과병원
서울대학교치과병원(서울大學校齒科病院)은 치의학에 관한 교육·연구와 진료를 함으로써 치의학의 발전을 도모하고 국민의 구강보건 향상에 기여하기 위해 서울대학교 산하에 설치된 대학치과병원이다. 교육부 산하 기타공공기관이며, 서울특별시 종로구 대학로 101에 위치하고 있다.
병원장은 이사회의 추천을 받아 교육부 장관이 제청한 인사를 대통령이 임명한다.

## 연혁
- 1922년 4월 15일: 경성치과의학교 설립
- 1924년 5월: 경성치과의학교 부속의원 설립
- 1946년 10월 1일: 서울대학교 치과대학부속병원으로 변경
- 2003년 5월 29일: 서울대학교치과병원설치법 공포
- 2004년 9월 1일: 서울대학교치과병원 설치

## 운영 병원
- 관악서울대학교치과병원: 분원 형태로 운영.
- 서울특별시 장애인치과병원: 서울특별시립병원을 수탁받아 운영.